# Hali Flickinger
Hali Flickinger, née le 7 juillet 1994 à York (Pennsylvanie, États-Unis), est une nageuse américaine, médaillée d'argent sur le 200 m papillon aux Mondiaux 2019.

## Jeunesse
Hali Flickinger est diplômée de la Spring Grove High School puis étudie le management du sport à l'Université de Géorgie.

## Carrière
En 2014, elle se qualifie pour les championnats pan-pacifiques où elle termine 10e du 100 m papillon. L'année suivante, elle participa à l'Universiade où elle repart avec trois médailles : une en or sur le 4 × 200 m nage libre et deux en bronze sur le 200 m papillon et le 400 m quatre nages.
Lors des qualifications olympiques américaines de 2016, Hali Flickinger termine 2e du 200 m papillon derrière Cammile Adams et obtient son ticket pour les Jeux olympiques. Là, elle termine 7e de la finale du 200 m papillon. Aux championnats du monde 2017, elle remporte la médaille d'or du 4 × 200 m nage libre.
Souvent atteinte d'angine ou d'amygdalite, elle décide en 2017 de s'éloigner des bassins pendant quelques mois pour se faire enlever les tonsilles et les tonsilles pharyngiennes. Elle passe trois mois au repos après l'opération. En juillet 2018, elle remporte le titre de championne des États-Unis du 200 m papillon en battant le record national vieux de 37 ans.
Aux championnats pan-pacifiques, elle remporte le titre sur le 200 m papillon en 2 min 7 s 35 devant la Japonaise Sachi Mochida (2 min 7 s 66) et l'Américaine Katie Drabot.
En juin 2019, lors du Bulldog Grand Slam, elle réalise trois records personnels : sur le 200 m nage libre (1 min 57 s 65), le 100 m dos (1 min 0 s 28) et le 100 m papillon (58 s 44). Le 25 juillet 2019, elle termine 2e du 200 m dos aux championnats du monde en 2 min 6 s 95 derrière la Hongroise Boglárka Kapás (2 min 6 s 78) et devant sa compatriote Katie Drabot (2 min 7 s 04).
En octobre 2019, elle déménage à Gilbert pour être entraînée par Bob Bowman, l'ancien entraîneur de Michael Phelps. En mars 2020, elle réalise la meilleure performance mondiale de l'année sur le 200 m papillon en 2 min 6 s 11. N'ayant pas accès à la piscine publique de l'État d'Arizona pendant la pandémie de Covid-19, elle s'entraîne alors dans la piscine personnelle de l'ancien nageur olympique Glenn Mills à Scottsdale.

## Résultats
| Date | Compétition                   | Lieu           | Place | Course               |
| ---- | ----------------------------- | -------------- | ----- | -------------------- |
| 2011 | Championnats du monde juniors | Lima           | 6e    | 400 m 4 nages        |
| 2015 | Universiade                   | Gwangju        | 3e    | 200 m papillon       |
| 2015 | Universiade                   | Gwangju        | 3e    | 400 m 4 nages        |
| 2015 | Universiade                   | Gwangju        | 1re   | 4 x 200 m nage libre |
| 2016 | Jeux olympiques               | Rio de Janeiro | 7e    | 200 m papillon       |
| 2017 | Championnats du monde         | Budapest       | 1re   | 4 x 200 m nage libre |
| 2018 | Championnats pan-pacifiques   | Tokyo          | 1re   | 200 m papillon       |
| 2019 | Championnats du monde         | Gwangju        | 2e    | 200 m papillon       |
| 2022 | Championnats du monde         | Budapest       | 2e    | 200 m papillon       |
| 2022 | Championnats du monde         | Budapest       | 1re   | 4 x 200 m nage libre |